# Uwertura francuska
Uwertura francuska – forma muzyczna, powstała w XVII wieku we Francji, upowszechniona w całej Europie i praktykowana przez wielu kompozytorów do połowy XVIII wieku. Zbudowana jest z dwóch zasadniczych części:
- pierwszej o marszowym, uroczystym charakterze, rytmie punktowanym i fakturze akordowej[1][2],
- drugiej najczęściej w żywszym tempie, w formie fugi[1][2].

W wielu utworach tego gatunku po części fugowanej następowała coda, nawiązująca charakterem i motywiką do pierwszego odcinka.
Pierwszym kompozytorem, który z rozmysłem stosował oba typy uwertury i uznany został za twórcę tej formy, był Jean-Baptiste Lully, który w 1658 roku tak właśnie rozpoczął balet Alcidiane. Formę tę uprawiało wielu kompozytorów barokowych, m.in. Jan Sebastian Bach, Georg Friedrich Händel, Georg Philipp Telemann, Jean-Philippe Rameau i inni.
Specyficzny charakter uwertury francuskiej, zwłaszcza jej pierwszej części, majestatycznej w wyrazie, a jednocześnie o rytmice marszowej, wynikał prawdopodobnie z tego, że w praktyce dworu w Wersalu służyła ona jako tło muzyczne dla wejścia króla na salę, w której odbywało się przedstawienie operowe.
Nie należy mylić uwertury francuskiej z uwerturą włoską, trzyczęściową formą muzyczną o układzie części szybka-wolna-szybka.